# Список правителей Аквитании

Герб герцогства Аквитанского

Герцоги Аквитании (фр. Duc d'Aquitaine) правили герцогством Аквитания, в основном совпадавшим по территории с исторической областью Аквитания, при сюзеренитете сначала королей Франков, а позже королей Франции.

## Герцоги и короли Аквитании при франкских королях
- Храмн (Chramn) (555—560)
- Дезидерий (583—587)
- Бладаст (Bladast) (583—587)
- Гундовальд (584—585)
- Астробальд (587—589)
- Сереус (Sereus) (589—592)
- Хариберт II (629—632), сын Хлотаря II, король Аквитании со столицей в Тулузе
- Хильперик (632)
- Бодогизель (Boggis, Bohggis, Bodogisel) (632—660)
- Феликс (660—670)
- Луп I (670—676)
- Эд Великий (688—735), возможно начал править с 692, 700, или 715, его происхождение неизвестно
- Гунальд I (Hunald) (735—748), сын предыдущего, отрёкся от престола и ушёл в монастырь, возможно, позже вернулся к власти (см. ниже)
- Вайфер (748—767), сын предыдущего
- Гунальд II (767—769), возможно Гунальд I, вернувшийся из монастыря, или другой Гунальд, бежал к Лупу II Гасконскому и был выдан Карлу Великому

## Короли Аквитании из династии Каролингов
После 778 года, Карл Великий не назначал больше герцогов Аквитании. В 781 г. он назначил своего сына Людовика вассальным королём Аквитании. После Людовика ещё ряд представителей династии Каролингов правили этим регионом как короли, зависимые от франкской империи.
- 781—817 : Людовик I Благочестивый (778—840).
- 817—832, 834—838 : Пипин I (797—838), сын предыдущего.
- 838—839, 843—848, 854 : Пипин II (823—864), сын предыдущего, восстановлен в 855 и до самой смерти в 864 боролся с кандидатом от Карла Лысого.
- 832—834, 839—843, 848—852 : Карл I Лысый (823—877), сын Людовика I
- 852—855 : Людовик II Молодой (835—882), сын Людовика Немецкого и племянник Карла Лысого.
- 855—863, 865—866 : Карл II Дитя (847—866), сын Карла Лысого.
- 867—879 : Людовик III Заика (846—879), сын Карла Лысого, также Король Франции с 877 г.
- 879—884 : Карломан (866—884), сын предыдущего, также Король Бургундии
- Рауль[1]
- 982—987 : Людовик IV Ленивый (966—987).

После 882, когда Карломан наследовал своему брату Людовику III и стал королём Франции, Аквитания осталась под верховной властью королей Франции.

## Герцоги Аквитании при королях Франции
Короли франков из династии Каролингов снова начали назначать герцогов Аквитании в 852, затем, после небольшого промежутка, в 887 году. Позже, при Плантагенетах, герцогство стало называться Гиень.
843 : Бего (ум. 843)
Рамнульфиды
- 852—866 : Рамнульф I, также граф де Пуатье.
Не герцог в 866—887 гг.

Гильемиды
- 885—886 : Бернар Плантвелю, сын Бернара Септиманского, маркграф Аквитании, также граф Отёна, граф Роде, граф Ормуа, граф Оверни, граф Тулузы, граф Буржа, маркиз Готии, граф Макона, граф Лиона

Рамнульфиды
- 887—890 : Рамнульф II, сын Рамнульфа I, также граф де Пуатье, провозгласил себя королём Аквитании в 888 и был им до своей смерти.
- 890—893 : Эбль Бастард (также Манцер), внебрачный сын Рамнульфа, также граф де Пуатье и Оверни.

Гильемиды
- 893—918 : Гильом I Благочестивый, также граф Оверни

Беллониды
- 918—926 : Гильом II Молодой, племянник Гильома I, также граф Оверни.
- 926—927 : Акфред, брат Гильома II, также граф Оверни.

Рамнульфиды
- 927—932 : Эбль Бастард (также Манцер), второй раз.

Раймундиды
- 932—936 : Раймунд I Понс, маркиз Готии
- 936—955 : Раймунд II, маркиз Готии

Капетинги
- 955—956 : Гуго I Великий, герцог Франции
- 956—962 : Гуго II Капет, также король Франции

Рамнульфиды
- 962—963 : Гильом III Патлатый , сын Эбля, также граф де Пуатье и Оверни. Граф герцогства Аквитания с 959.
- 963—995 : Гильом IV Железнорукий, сын предыдущего, также граф де Пуатье.
- 995—1030 : Гильом V Великий, сын предыдущего, также граф де Пуатье.
- 1030—1038 : Гильом VI Толстый, 1-й сын предыдущего, также граф де Пуатье.
- 1038—1039 : Эд, 2-й сын Гильома V, также граф де Пуатье и герцог Гаскони.
- 1039—1058 : Гильом VII, 3-й сын Гильома V, также граф де Пуатье.
- 1058—1086 : Гильом VIII, 4-й сын Гильома V, также граф де Пуатье и герцог Гаскони.
- 1086—1127 : Гильом IX Трубадур, сын предыдущего, также граф де Пуатье и герцог Гаскони.
- 1127—1137 : Гильом X Святой, сын предыдущего, также граф де Пуатье и герцог Гаскони.
- 1137—1204 : Алиенора, дочь предыдущего, также графиня де Пуатье и герцогиня Гаскони, была последовательно женой короля Франции Людовика VII и короля Англии Генриха II.

Ей наследовали её потомки от последнего мужа, так как от первого она имела только дочерей.
- 1137—1152 : Людовик I Молодой, также король Франции, был герцогом Аквитании как муж Алиеноры.

Плантагенеты
- 1152—1172 : Генрих I Короткий Плащ, также король Англии, был герцогом Аквитании как муж Алиеноры.
- 1172—1199 : Ричард I Львиное Сердце, также король Англии, герцог Аквитании через свою мать.
1196—1198 : Оттон I, граф Пуатье и герцог Аквитании[2], также император Священной Римской империи (Оттон IV)
- 1199—1216 : Иоанн I Безземельный, также король Англии, герцог Аквитании через свою мать до 1204.
- 1216—1272 : Генрих II, также король Англии.
- 1272—1306 : Эдуард I Длинноногий, также герцог Гаскони с 1252 и король Англии.
- 1306—1325 : Эдуард II, также король Англии.
- 1325—1362 : Эдуард III, также король Англии.

## Правители Аквитании при Плантагенетах
В 1337 году король Франции Филипп VI потребовал от Эдуарда III, короля Англии и герцога Аквитанского, возвращения феодального владения герцогства Аквитанского (Гиеньского). Эдуард в ответ потребовал для себя корону Франции по праву своего происхождения — по материнской линии он был внуком короля Франции Филиппа IV Красивого. Этот конфликт породил начало Столетней войны, во время которой Плантагенеты и Валуа добивались своего господства над Аквитанией.
В 1360 году Англия и Франция подписали Договор в Бретиньи, по которому Эдуард отказывался от прав на корону Франции, но оставался герцогом Аквитании. Однако, в 1369 году договор был нарушен и война продолжилась.
В 1362 году король Эдуард III, как герцог (лорд) Аквитании, сделал своего старшего сына Эдуарда, принца Уэльского князем Аквитании.
- 1362—1375: Эдуард IV Чёрный принц, 1-й сын Эдуарда III, также принц Уэльский.
- 1377—1390: Ричард II, сын предыдущего, также король Англии.

В 1390 году король Ричард II назначил своего дядю Джона Гонта герцогом Аквитании, который передал этот титул своим потомкам.
- 1390—1399: Иоанн II, 2-й сын Эдуарда III, также герцог Ланкастер.
- 1399—1399: Генрих III, унаследовал герцогство от отца, став королём Англии, передал герцогство своему сыну.
- 1399—1422: Генрих IV, сын предыдущего, также король Англии 1413—1422.

Став королём Англии, Генрих продолжал править и Аквитанией. Он преуспел в получении французской короны для своих потомков, заключив Договор в Труа (1420). Сын Генриха, Генрих VI, был объявлен королём Англии и Франции в 1422 году, но постепенно утратил контроль над владениями во Франции (окончательно — к 1453 году).

## Герцоги Аквитании из династий Валуа и Бурбонов
Короли Франции из династии Валуа, претендуя на господство над Аквитанией, предоставляли титул герцогов Аквитанских своим старшим сыновьям, Дофинам.
- 1345—1350 : Иоанн III Добрый (1319—1364), сын Филиппа VI, в 1350 стал королём Франции.
- 1392—1401 : Карл I (1392—1401), сын Карла VI, дофин.
- 1401—1415 : Людовик II (1401—1415), сын Карла VI, дофин.
1407 : Людовик III[3] (1372—1407), брат Карла VI, герцог Орлеанский.
- 1424—1441 : Маргарита Бургундская  (1390—1441), вдова предыдущего.

После завершения Столетней войны, Аквитания вернулась во владение французской короны и вошла в состав домена королей Франции. Только иногда король давал герцогство и титул герцога Аквитании одному из представителей своей династии.
- 1469—1472 : Карл II (1446—1472), сын Карла VII.
- 1753—1754 : Ксавье (1753—1754), 2-й сын Луи-Фердинанда, дофина Франции.

## Титулярный герцог Аквитанский
1972—2000: Гонсальво де Бурбон (1937—2000), принц Французский, младший сын претендента на трон Франции Жака Анри де Бурбона, «герцога Анжуйского и Сеговии». Возведён в герцоги Аквитании своим отцом 21 сентября 1972.